# گاربو، تبت
گاربو، تبت (به لاتین: Garbo) یک منطقهٔ مسکونی در جمهوری خلق چین است که در منطقه خودمختار تبت واقع شده‌است. گاربو
- نفر جمعیت دارد.